# João Mineiro & Marciano
João Mineiro e Marciano foi uma dupla sertaneja brasileira formada pelos cantores João Mineiro (vocal) e Marciano (vocal). Fizeram sucesso nos anos 80, tendo um programa na TV, mas separaram em 1993.

## História da dupla
A dupla sertaneja João Mineiro & Marciano teve início em 1970, após João Mineiro desfazer uma parceria que já durava 8 anos com a dupla João Mineiro & Zé Goiás, tendo a sorte de encontrar Marciano, que planejava formar uma dupla sertaneja voltada para a música romântica.
O primeiro álbum da então dupla recém-formada foi lançado em 1973 pela gravadora Chororó Discos, e obteve sucesso com as músicas “Filha de Jesus” e “Chuvisco da Madrugada”, em parceria com o poeta Goiá. A prensagem do disco foi paga por João Mineiro.
A dupla gravou vários discos pela gravadora Chororó durante os anos 70, mas foi em 1981 que João Mineiro & Marciano começaram a se tornar conhecidos, devido ao sucesso da música "Esta Noite Como Lembrança", de seu oitavo álbum. Entre 83 e 84, vieram os sucessos "Viciado Em Você" e "As Paredes Azuis", mas em 86, a consolidação do sucesso da dupla aconteceu por conta da música "Seu Amor Ainda é Tudo", composição de Moacyr Franco. No mesmo ano, devido ao sucesso, e também ao fato de a música sertaneja ser muito tocada no Brasil, começaram a apresentar aos domingos o programa de TV João Mineiro e Marciano Especial no SBT, nas manhãs de domingo, no qual cantavam e recebiam convidados.
Apesar da carreira bem sucedida até aquele momento, e fazendo turnê nos Estados Unidos em 1990, gravando um disco em espanhol em 1991 e lançando o disco Dois Apaixonados em 1992, a dupla se desfez  em 1993, por razões ainda não muito esclarecidas.

## Morte de João Mineiro
No dia 24 de março de 2012, uma noite de sábado, João Sant'Angelo, o João Mineiro, faleceu em sua casa em Jundiai aos 74 anos. depois de passar mal e vindo a ter uma parada cardíaca, depois de complicações devido a uma cirurgia de vesícula. Ele sofria de diabetes e estava internado em Jundiaí, onde foi velado até às 16:30 horas e depois levado para sua cidade natal Andradas, no sul de Minas Gerais.
Marciano, na ocasião se apresentava na cidade de Ipuã, como parte da comemoração do aniversário da cidade, quando soube da notícia do falecimento do ex parceiro, interrompendo o show para poder levar as condolências à família de João Mineiro.

## Morte de Marciano
Em 18 de janeiro de 2019, Marciano faleceu devido a um infarto agudo do miocárdio (infarto fulminante) em sua casa em São Caetano do Sul, São Paulo. O músico tinha 73 anos.

## Integrantes
- João Mineiro
- Marciano

## Discografia
- 1973 - Filha de Jesus - Chororó
- 1974 - A Procura da Paz - Chororó
- 1975 - Chorarei ao Amanhecer - Chororó
- 1976 - Os Inimitáveis - Volume 4 - Chororó
- 1978 - Os Inimitáveis - Volume 5 - Chororó
- 1979 - Filho de Jesus - Chororó
- 1980 - Os Inimitáveis - Volume 7 - Chororó
- 1980 - Esta Noite Como Lembrança - Independente
- 1983  - Viciado em Você - Copacabana
- 1984 - Amor e Amizade (Dia Sim, Dia Não) - Copacabana
- 1986 - João Mineiro & Marciano - Volume 11 - Copacabana
- 1988 - João Mineiro & Marciano - Volume 12 - Copacabana
- 1989 - João Mineiro & Marciano - Volume 13 - Copacabana
- 1990 - Saudade - Copacabana
- 1990 - Tarde Demais Para Esquecer - Polygram
- 1991 - Pra Não Pensar Em Você - Polygram
- 1992 - Dois Apaixonados - Polygram